# Cleantis linearis
Cleantis linearis är en kräftdjursart som beskrevs av James Dwight Dana 1849. Cleantis linearis ingår i släktet Cleantis och familjen Holognathidae. Inga underarter finns listade i Catalogue of Life.